# Dextrométhorphane/bupropion
Le dextrométhorphane/bupropion, vendu sous le nom de marque Auvelity, est une association médicamenteuse pour le traitement de la dépression.

## Description
Le traitement contient un mélange à libération prolongée de dextrométhorphane (DXM) et de bupropion. Le médicament est légèrement plus efficace dans le traitement de la dépression que le placebo ou le bupropion seul. Il se prend sous forme de comprimé par voie orale.
Les effets secondaires du dextrométhorphane/bupropion comprennent : une sensation de tête légère, des maux de tête, des diarrhées, une somnolence, une sécheresse buccale, des dysfonctionnements sexuels, des sudations excessives...
Le dextrométhorphane agit comme un antagoniste des récepteurs NMDA, un agoniste des récepteurs σ 1 et un inhibiteur de la recapture de la sérotonine-noradrénaline. Alors que le bupropion agit comme un inhibiteur de la recapture de la noradrénaline-dopamine et un modulateur allostérique négatif des récepteurs nicotiniques de l'acétylcholine,. Le bupropion est également un puissant inhibiteur du CYP2D6 et inhibe ainsi le métabolisme du dextrométhorphane. Le mécanisme d'action du dextrométhorphane/bupropion dans le traitement de la dépression est inconnu.
Le dextrométhorphane/bupropion a été développé par Axsome Therapeutics et approuvé comme traitement de la dépression aux États-Unis en août 2022,. Il est également en cours de développement pour d'autres indications dont le traitement de l'agitation chez les personnes atteintes de la maladie d'Alzheimer et le sevrage tabagique.